# СЕС Митяєве
Митяєве — фотоелектрична сонячна електростанція поблизу села Митяєве у Криму, збудована австрійською компанією Activ Solar.
Будівництво СЕС «Митяєве» встановленою потужністю 31,55 МВт було завершено на початку квітня. Девелопером цього проекту є компанія Activ Solar.
Станція Митяєве, що складається зі 134 тис. кристалічних модулів, буде щорічно виробляти близько 40 млн кВт·год екологічно чистої електроенергії, достатньої для енергозабезпечення 8 тис. домогосподарств.